# A Reality Tour (film)
A Reality Tour is een concertfilm van de Britse muzikant David Bowie, uitgebracht in 2004. De film bevat een samenvatting van twee concerten die Bowie gaf in het kader van zijn A Reality Tour in support van zijn album Reality in het Point Theatre in Dublin op 22 en 23 november 2003.
De interpretaties van de nummers zijn op het album vaak heviger dan die op de oorspronkelijke albums om beter te passen bij de band die gebruikt werd om Reality op te nemen. Zo is een meer dynamische versie van "Rebel Rebel" gebruikt als opener, waarbij het publiek aanzienlijk aanwezig is en Bowie het nummer afsluit met de Ierse zin "Tiocfaidh ár lá", wat "Onze dag zal komen" betekent. Ook wordt de stem van het publiek gebruikt in "All the Young Dudes", waarin Bowie's stem in het refrein ietwat buiten zijn bereik lag, en "Life on Mars?", waarbij het publiek meezong. Op elektronische nummers als "Sunday" en "Heathen (The Rays)" werden nieuwe "Spooky Ghost"-arrangementen van Gerry Leonard gebruikt. "Loving the Alien" werd opnieuw gearrangeerd voor de akoestische gitaar en werd alleen door Bowie en Leonard opgevoerd.
In 2010 werd het livealbum A Reality Tour op CD uitgebracht, wat een audioversie is van deze concertfilm. Dit album bevat de bonustracks "Days", "China Girl", "Fall Dog Bombs the Moon", "Breaking Glass" en "5:15 The Angels Have Gone".

## Tracklijst
- Alle nummers geschreven door Bowie, tenzij anders genoteerd.

1. "Concert Introduction" – 2:42
2. "Rebel Rebel" – 3:25
3. "New Killer Star" – 4:55
4. "Reality" – 4:21
5. "Fame" (Bowie/John Lennon/Carlos Alomar) – 4:11
6. "Cactus" (Black Francis) – 2:34
7. "Sister Midnight" (Bowie/Alomar/Iggy Pop) – 4:37
8. "Afraid" – 3:26
9. "All the Young Dudes" – 3:25
10. "Be My Wife" – 3:12
11. "The Loneliest Guy" – 4:00
12. "The Man Who Sold the World" – 4:04
13. "Fantastic Voyage" (Bowie/Brian Eno) – 3:06
14. "Hallo Spaceboy" (Bowie/Eno) – 5:27
15. "Sunday" – 5:49
16. "Under Pressure (Bowie/Freddie Mercury/Brian May/Roger Taylor/John Deacon) – 4:17
17. "Life on Mars?" – 4:47
18. "Battle for Britain (The Letter)" (Bowie/Reeves Gabrels/Mark Plati) – 4:40
19. "Ashes to Ashes" – 5:29
20. "The Motel" – 6:00
21. "Loving the Alien" – 5:16
22. "Never Get Old" – 4:18
23. "Changes" – 3:48
24. "I'm Afraid of Americans" (Bowie/Eno) – 5:19
25. ""Heroes"" (Bowie/Eno) – 7:25
26. "Bring Me the Disco King" – 8:03
27. "Slip Away" – 6:23
28. "Heathen (The Rays)" – 6:01
29. "Five Years" – 4:40
30. "Hang On to Yourself" – 2:59
31. "Ziggy Stardust" – 4:40
32. "Concert Exit and Credits" – 2:09

## Musici
- David Bowie: zang, gitaar, Stylophone, mondharmonica
- Earl Slick: gitaar
- Gerry Leonard: gitaar
- Gail Ann Dorsey: basgitaar, achtergrondzang, leadzang op "Under Pressure"
- Sterling Campbell: drums
- Mike Garson: keyboards, piano
- Catherine Russell: keyboards, percussie, akoestische gitaar, achtergrondzang